# Ústí nad Labem-centrum
Ústí nad Labem-centrum je část statutárního města Ústí nad Labem, spadající do městského obvodu Ústí nad Labem-město. V roce 2009 zde bylo evidováno 3945 adres. V roce 2001 zde trvale žilo 13993 obyvatel.
Ústí nad Labem-centrum leží v katastrálních územích Ústí nad Labem o výměře 11,37 km2 a Klíše o výměře 2,77 km2.
Tato část města je charakteristická svým netypickým názvem. Za samotné pojmenování sídla je spojovníkem připojeno obecné jméno popisující jeho charakter. Podobně tvořený název mají dále tyto obce či jejich části: Brno-město, Kaplice-nádraží, Lipová-lázně, Mšené-lázně a Pačejov-nádraží.